# Philippe de Vitry
Philippe de Vitry (Parigi, 31 ottobre 1291 – 9 giugno 1361) è stato un compositore, teorico musicale e poeta francese.
Egli fu il teorizzatore dell'Ars nova oltre che un innovativo e influente compositore.

## Biografia

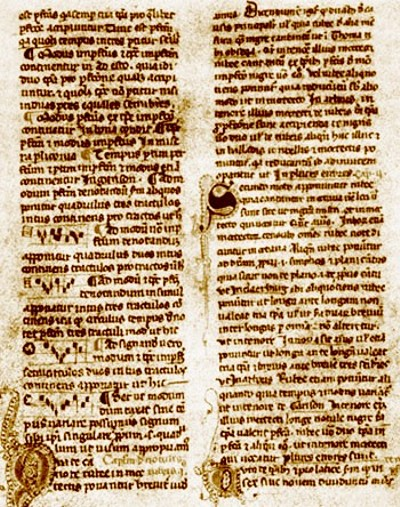
Ars Nova Musicae, di Philippe de Vitry

Nacque a Parigi e le notizie sui primi anni della sua vita sono inesistenti. Poiché spesso il suo nome è preceduto dall'appellativo di Magister, si pensa abbia studiato all'Università di Parigi. Più tardi fu alle corti di Carlo IV, Filippo VI e Giovanni II nella veste di segretario del re. A seguito dei buoni uffici messi in atto per l'alleanza con i Borboni, ottenne diversi benefici sui territori di Clermont, Beauvais e Parigi. Per alcuni anni fu anche alla corte papale di Avignone al servizio di Papa Clemente VI. Fu anche diplomatico e soldato.
Nel 1351 divenne vescovo di Meaux, a est di Parigi. Frequentando i più importanti circoli religiosi, artistici e politici, egli venne a contatto con i più grandi intellettuali dell'epoca quali Petrarca ed il famoso matematico, filosofo e teorico musicale Nicole Oresme. Dopo una vita piena di onori e benemerenze, de Vitry morì a Parigi all'età di 70 anni.
Vitry è famoso nella storia della musica per aver scritto l'Ars Nova Musicae, trattato del 1322 sulla musica che darà il nome ad una intera era musicale; quella appunto dell'Ars nova. Mentre la sua autorevolezza e l'importanza del suo trattato sono stati recentemente messi in discussione, molti suoi lavori gli sono sopravvissuti e dimostrano l'innovazione da lui apportata nella notazione, particolarmente mensurale e ritmica, di cui egli fu accreditato per oltre un secolo. Queste innovazioni così come esemplificate nel mottetto Roman de Fauvel, furono importanti e resero possibili le complesse composizioni che vennero scritte nei successivi cento anni. Tutto il sistema moderno di ritmi e notazioni deriva dall'Ars Nova.
Si ritiene che Vitry abbia scritto chanson e mottetti ma soltanto alcuni mottetti sono pervenuti ai nostri giorni. Egli è ampiamente considerato il più grande musicista di quel periodo ed anche il Petrarca scrisse un entusiastico tributo a lui in una lettera, in cui lo definì un grande filosofo dell'epoca e il solo poeta in Francia.